# Hylaeus bicoloratus
Hylaeus bicoloratus är en biart som först beskrevs av Smith 1853.  Hylaeus bicoloratus ingår i släktet citronbin, och familjen korttungebin. Inga underarter finns listade i Catalogue of Life.